# تودنروت
تودنروت (به آلمانی: Todenroth) یک شهر در آلمان است که در راین-هونسروک واقع شده‌است. تودنروت ۸۶ نفر جمعیت دارد.